# Lagonosticta
A Lagonosticta  a madarak osztályának verébalakúak (Passeriformes) rendjébe és a díszpintyfélék (Estrildidae) családjába tartozó nem.

## Rendszerezés
A nembe az alábbi 11 faj tartozik:
- vöröscsőrű tűzpinty (Lagonosticta senegala)
- nagy pettyesamarant (Lagonosticta nitidula)
- pettyes amarant (Lagonosticta rufopicta)
- álarcos amarant (Lagonosticta larvata)
- feketehasú amarant (Lagonosticta rara)
- világoscsőrű amarant (Lagonosticta landanae)
- sötétvörös amarant (Lagonosticta rubricata)
- Kulikoro-amarant (Lagonosticta virata)
- sziklaamarant (Lagonosticta sanguinodorsalis)
- Reichenow amarantja vagy csádi amarant (Lagonosticta umbrinodorsalis)
- Jameson-amarant (Lagonosticta rhodopareia)

## Előfordulásuk
Afrikában, a Szahara alatti területeken honosak. A természetes élőhelyük szubtrópusi és trópusi erdők, legelők, szavannák és cserjések.

## Megjelenésük
Testhossza 9–11 centiméter közötti.

## Életmódjuk
Fűmagvakkal és rovarokkal táplálkoznak.